# Elezioni generali nel Regno Unito del 1900
Le elezioni generali nel Regno Unito del 1900 si svolsero dal 26 settembre al 24 ottobre, a seguito dello scioglimento del Parlamento avvenuto il 25 settembre. Anche chiamata "elezione khaki" (la prima tra le elezioni che portano questo soprannome), si tenne in un momento in cui si pensava che la seconda guerra boera fosse effettivamente stata vinta, anche se in effetti continuò per altri due anni. I conservatori, guidati da Lord Salisbury, con i loro alleati liberali unionisti, si assicurarono un grande vantaggio di 130 seggi, anche se ottennero solo il 5,6% dei voti in più del Partito Liberale di Henry Campbell-Bannerman; questo si verificò per la presenza dei conservatori in 163 collegi in cui non si erano candidati sfidanti. Il Comitato di Rappresentanza Laburista, che divenne in seguito il Partito Laburista, partecipò alle elezioni generali per la prima volta, anche se esisteva già da qualche mese. Di conseguenza, keir Hardie e Richard Bell divennero gli unici due deputati del Comitato alle elezioni del 1900.
In queste elezioni Winston Churchill fu eletto per la prima volta alla Camera dei comuni; si era candidato nel collegio di Oldham alle elezioni suppletive del 1899, ma aveva perso. Quelle del 1900 furono anche le ultime elezioni generali dell'età vittoriana e del XIX secolo.

## Risultati
| Liste | Liste                             | Voti      | %     | Variazione % | Seggi | Variazione seggi |
| ----- | --------------------------------- | --------- | ----- | ------------ | ----- | ---------------- |
|       | Conservatore                      | 1.481.516 |       |              |       |                  |
|       | Liberale Unionista                | 286.442   |       |              | 67    |                  |
|       | Conservatore e Liberale Unionista | 1.767.958 | 50,3% | 1,3%         | 402   | 9                |
|       | Liberale                          | 1.572.323 | 44,7% | 1,0%         | 183   | 6                |
|       | Laburista                         | 62.698    | 1,8%  | —            | 2     | 2                |
|       | Parlamentare Irlandese            | 57.576    | 1,6%  | 2,4%         | 77    | 5                |
|       | Indipendenti Nazionalisti         | 23.706    | 0,7%  | 0,6%         | 5     | 5                |
|       | Indipendenti Conservatori         | 13.713    | 0,4%  | —            | 0     | 0                |
|       | Indipendenti Liberali             | 6.413     | 0,2%  | 0,1%         | 1     | 1                |
|       | Indipendenti                      | 4.800     | 0,2%  | 0,2%         | 0     | 0                |
|       | Operai Scozzesi                   | 3.107     | 0,1%  | —            | 0     | —                |
|       | Indipendenti Liberali-Unionisti   | 1.855     | 0,1%  | —            | 0     | 0                |
|       | Laburisti Indipendenti            | 433       | 0,0%  | —            | 0     | —                |

|                                   |                                   |  |        |        |
| --------------------------------- | --------------------------------- |  | ------ | ------ |
| Conservatori e Liberali Unionisti | Conservatori e Liberali Unionisti |  | 50,3%  | 50,3%  |
| Liberali                          | Liberali                          |  | 44,74% | 44,74% |
| Laburisti                         | Laburisti                         |  | 1,78%  | 1,78%  |
| Parlamentari Irlandesi            | Parlamentari Irlandesi            |  | 1,64%  | 1,64%  |
| Indipendenti                      | Indipendenti                      |  | 1,45%  | 1,45%  |
| Altri                             | Altri                             |  | 0,99%  | 0,99%  |

|                                   |                                   |  |        |        |
| --------------------------------- | --------------------------------- |  | ------ | ------ |
| Conservatori e Liberali Unionisti | Conservatori e Liberali Unionisti |  | 60%    | 60%    |
| Liberali                          | Liberali                          |  | 27,31% | 27,31% |
| Parlamentari Irlandesi            | Parlamentari Irlandesi            |  | 11,49% | 11,49% |
| Laburisti                         | Laburisti                         |  | 0,3%   | 0,3%   |
| Indipendenti                      | Indipendenti                      |  | 0,9%   | 0,9%   |